# Rafał Jarosławski (zm. 1508)
Rafał Jarosławski herbu Leliwa (zm. w 1508 roku) – kasztelan przemyski w latach 1501–1507.
Był sygnatariuszem unii piotrkowsko-mielnickiej 1501 roku.